# Sombrero puntiagudo

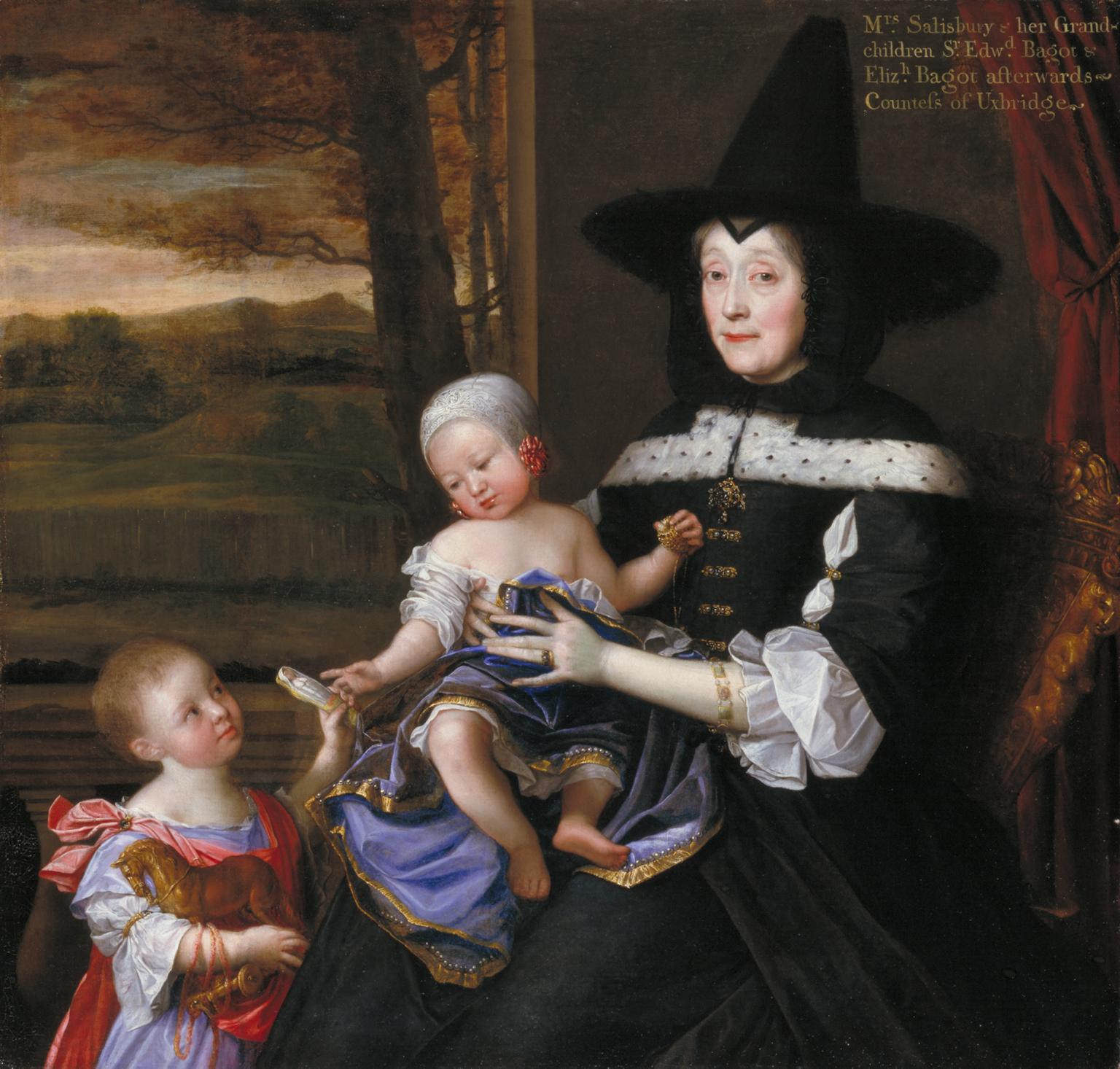
John Michael Wright, la Sra. Salesbury con sus nietos Edward y Elizabeth Bagot, c. 1676, Tate Gran Bretaña.

Los sombreros puntiagudos han sido un elemento distintivo de sombrerería de una amplia gama de culturas a lo largo de la historia. Aunque a menudo sugieren una antigua tradición indoeuropea, también las usaban tradicionalmente las mujeres de Laponia, los japoneses, los micmac del Atlántico canadiense y los huastecos de Veracruz y los aztecas (ilustrados, por ejemplo, en el Códice Mendoza). Los kabiri de Nueva Guinea tienen la diba, un sombrero puntiagudo pegado.

## Historia
La existencia del sombrero cónico puntiagudo se conoce desde la Edad del Bronce en Oriente Medio y Europa Central. Un ejemplo es el sombrero dorado que usaban los miembros del sacerdocio centroeuropeos, probablemente como accesorio ceremonial. En la antigua Grecia, el píleo eran un sombrero de viaje cónico común. Popular entre las mujeres nobles de Borgoña en el siglo XIV fue un tipo de tocado cónico ahora llamado hennin. Los sombreros cónicos también fueron populares en el Imperio vijayanagara a finales de la Edad Media. 

### Edad del Bronce
Los sombreros dorados de la Edad de Bronce en Europa Central fueron probablemente un accesorio ceremonial usado por el sacerdocio. 

### Edad del Hierro
El análisis textil de las Momias del Tarim ha mostrado algunas similitudes con las civilizaciones de la Edad del Hierro de Europa que datan de 800 a. C., incluidos los patrones de sarga tejida y tartán sorprendentemente similares a los tartanes del norte de Europa. Un hallazgo inusual fue un sombrero distintivamente puntiagudo: 

Yet another female – her skeleton found beside the remains of a man – still wore a terrifically tall, conical hat just like those we depict on witches riding broomsticks at Halloween or on medieval wizards intent at their magical spells. : 200 
Otra mujer, su esqueleto encontrado junto a los restos de un hombre, todavía llevaba un sombrero cónico terriblemente alto al igual que los que representamos en las brujas que montan escobas en Halloween o en magos medievales concentrados en sus hechizos mágicos.

Los sombreros puntiagudos también fueron usados en la antigüedad por los sacas, y se muestran en templos hindúes (como cascos y coronas de metal) y en relieves hititas. Según lo descrito por Heródoto, el nombre de la tribu escita de los tigrakhauda es un compuesto bahuvrihi que se traduce literalmente como "personas con sombreros puntiagudos".
Además de los escitas, Cabiros y Odiseo se representan tradicionalmente con un píleo o sombrero cónico de lana.

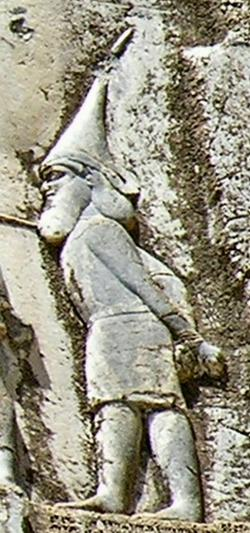
Líder escita ( Saka tigrakhauda ) con el gorro puntiagudo típico de su pueblo.
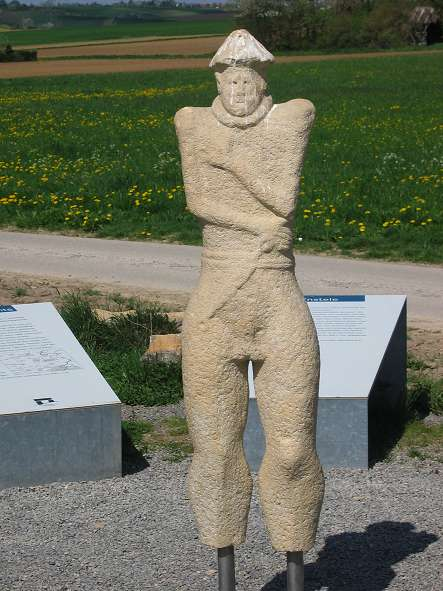
Guerrero de Hirschlanden de la cultura de Hallstatt usando un sombrero puntiagudo o casco.
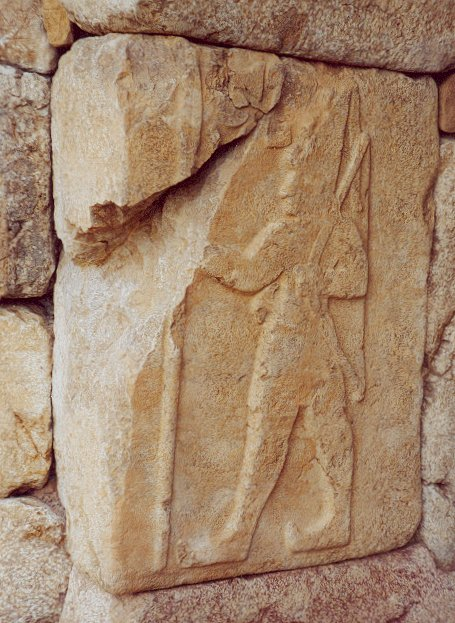
Relieve en Hattusa, probablemente representando al rey Suppiluliuma II.
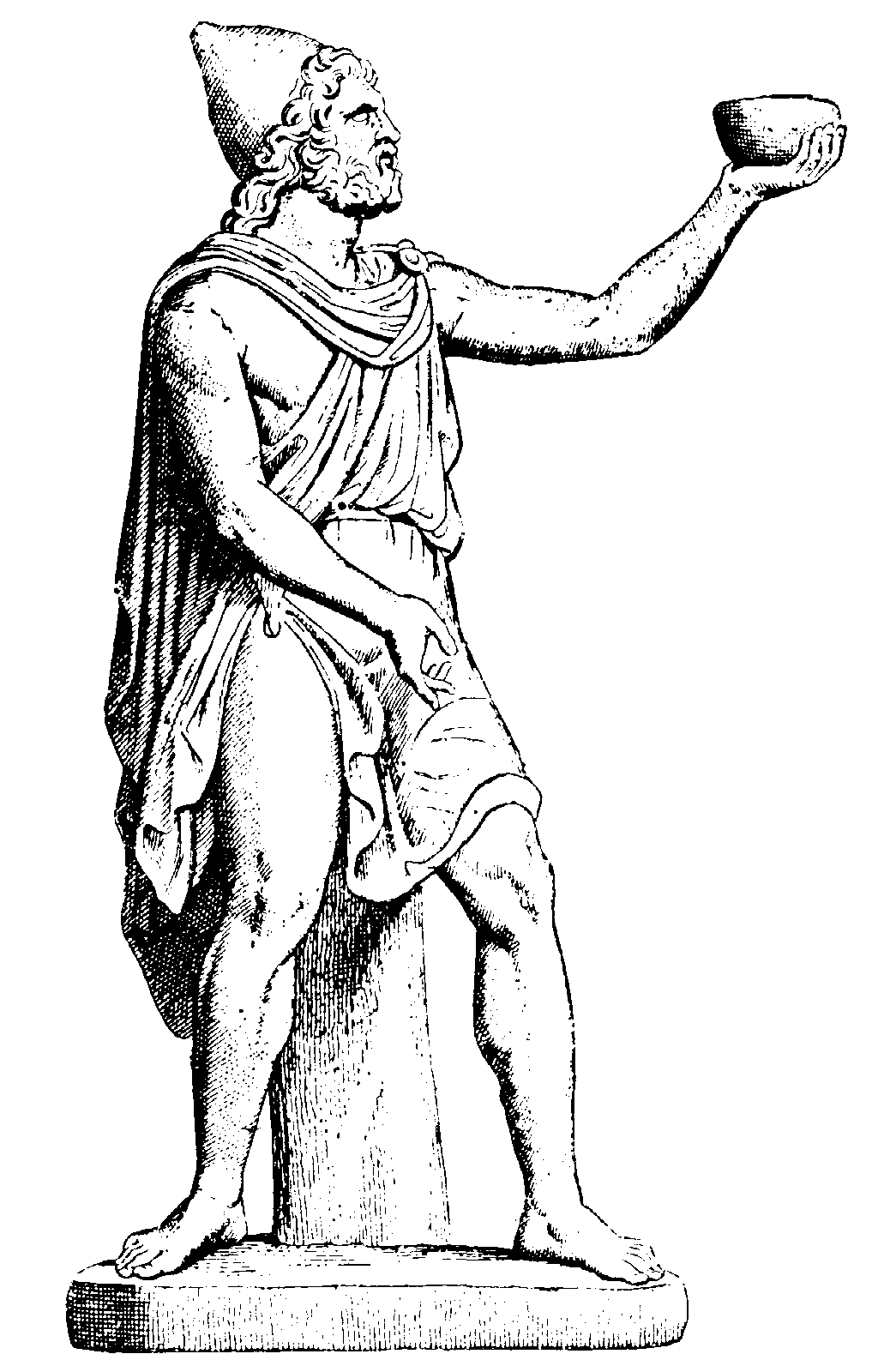
Odiseo vistiendo un píleo.
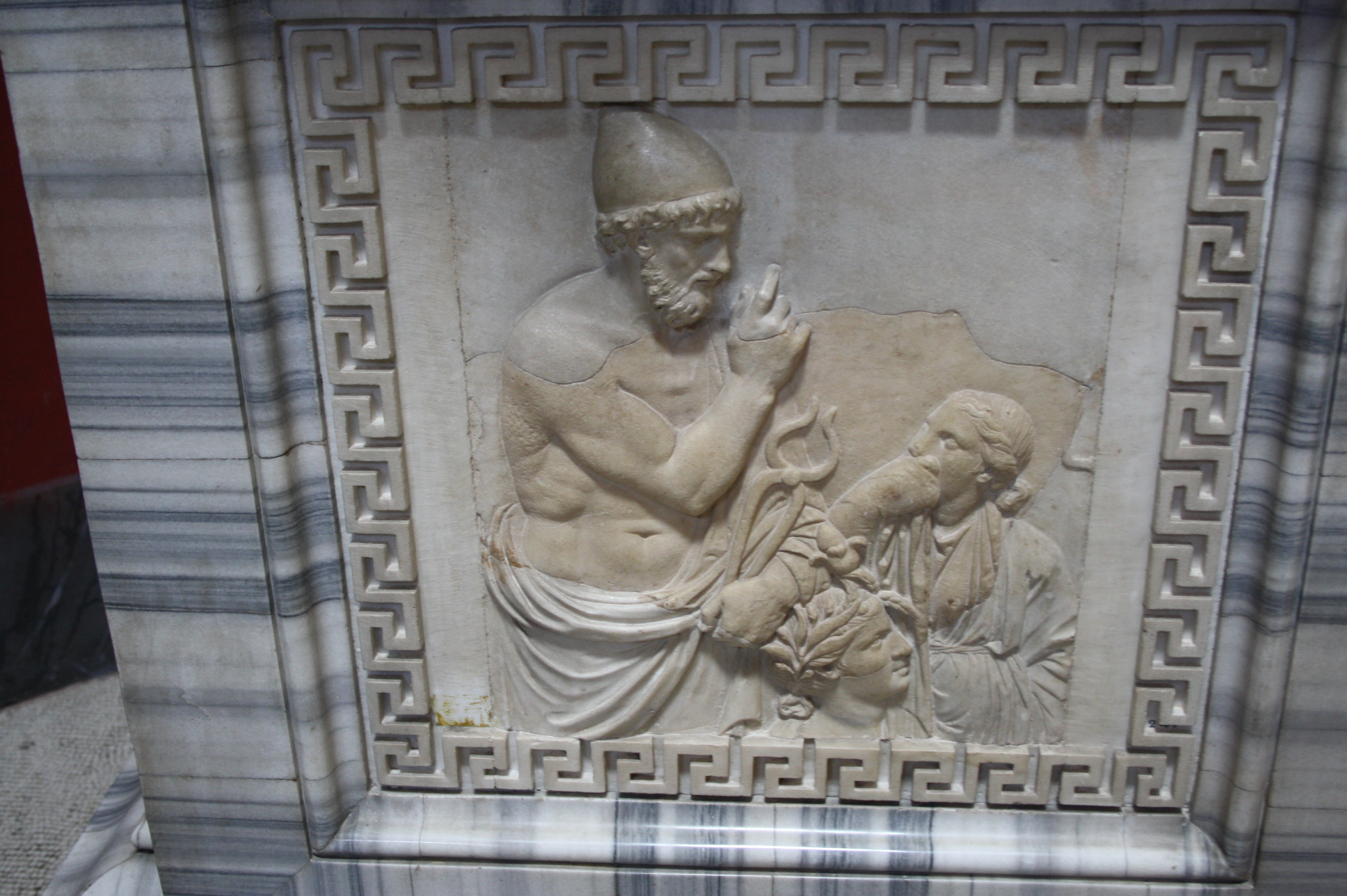
Hefesto.

### Edad Media

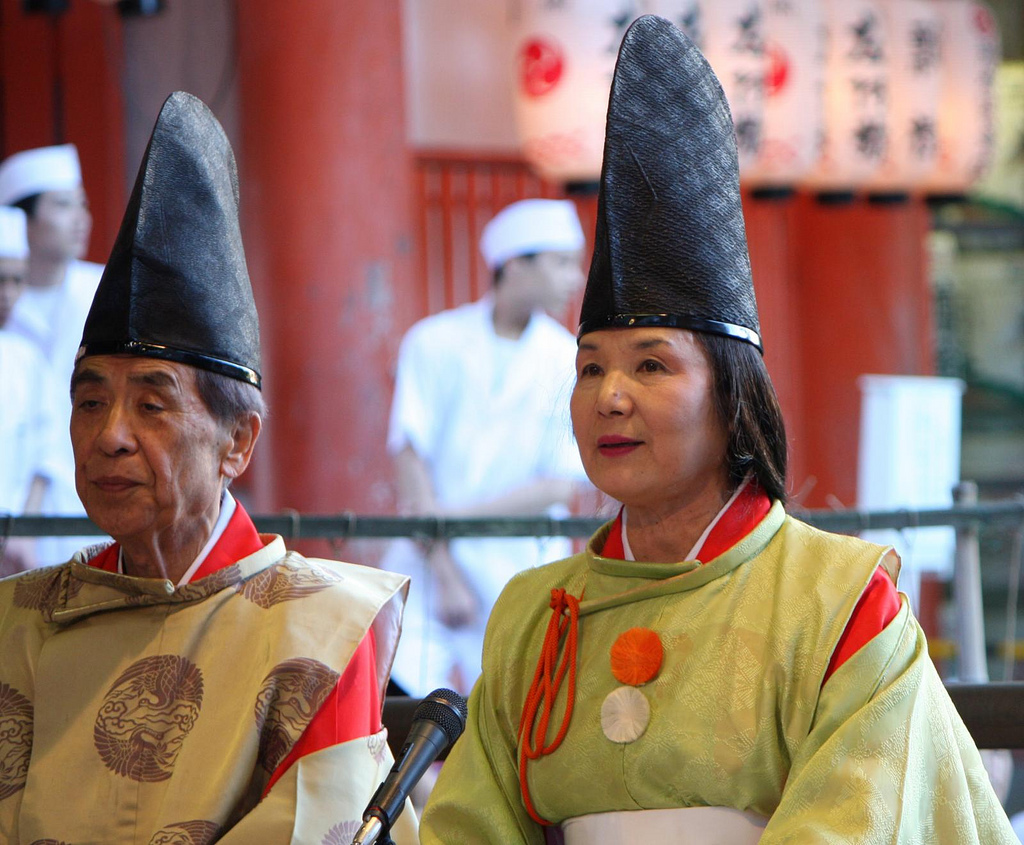
Un kazaori eboshi del período Heian japonés.

Los cumanos del siglo XIV comúnmente usaban sombreros puntiagudos de estilo escita, y se informa que luchaban usándolos.
Originario del período Heian japonés, los aristócratas usaban el kazaori eboshi (風 折 烏 帽子) para indicar su rango. Todavía usado hoy para fines ceremoniales, este sombrero de lino negro se usó durante la ceremonia de un samurái al alcanzar la mayoría de edad.

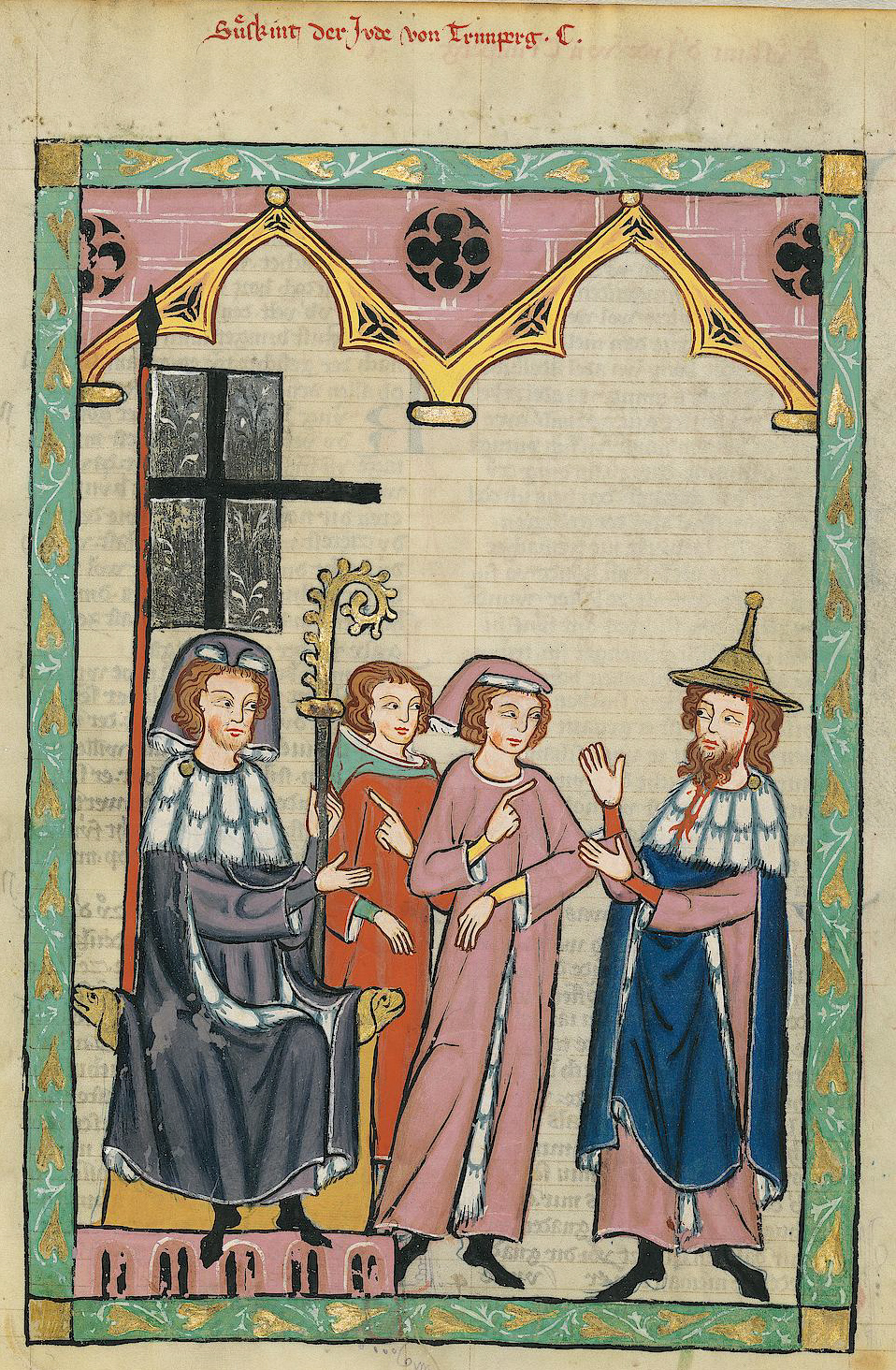
El poeta judío Süßkind von Trimberg con un sombrero judío (Codex Manesse,).

La tiara papal en la Edad Media europea a veces se muestra como más puntiaguda que en los siglos más recientes, aunque también se muestra sin punta. Mitra papalis es un tipo de caracola que lleva el nombre de la mitra papal por su forma. 
Los hombres judíos llevaban sombreros distintivos según lo exigido por las autoridades cristianas. Esto incluía el sombrero judío puntiagudo (o "Judenhut") que ya usaban los judíos, una prenda de vestir probablemente importada del mundo islámico y quizás antes de Persia.
Popular entre las mujeres nobles de Borgoña en el siglo XIV fue un tipo de tocado cónico ahora llamado hennin.

## Tiempos modernos

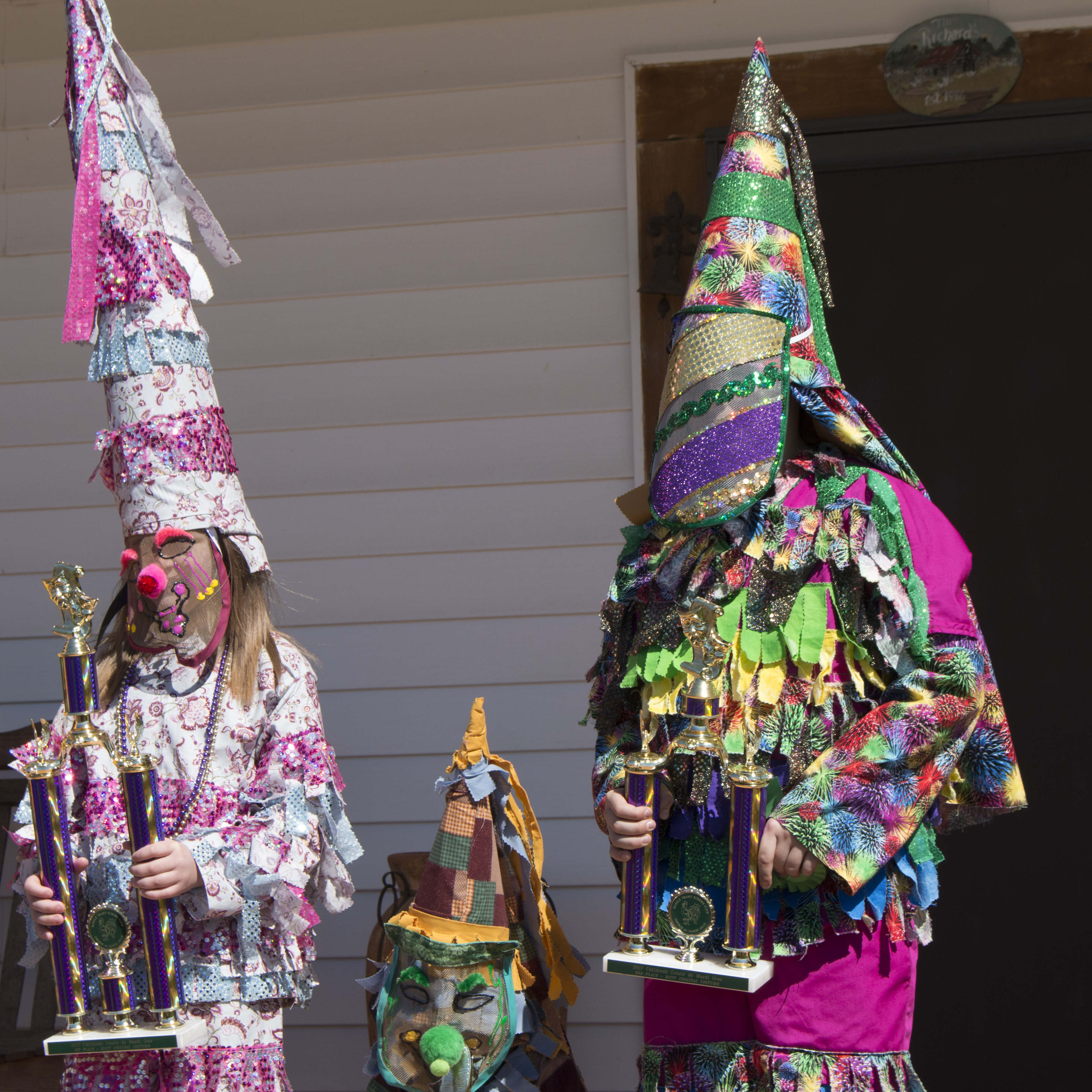
Sombreros puntiagudos en el Courir de Mardi Gras en zonas rurales de Luisiana, (2017).

El Spitzhut es un tipo tradicional de tocado en Baviera. 
Las capuchas puntiagudas fueron utilizadas por varias órdenes y cofradías laicas católicas para las procesiones, por ejemplo, durante la Semana Santa de Sevilla donde llevan el capirote. 
Los cajunes de las zonas rurales de Luisiana todavía usan sombreros puntiagudos en las celebraciones rurales de Mardi Gras.
El Ku Klux Klan ha usado este tipo de capuchón desde sus inicios.
Los sombreros cónicos altos son comunes a las ceremonias populares tradicionales en muchas partes de Europa, particularmente en la época del Carnaval . Todavía se pueden ver ejemplos en Italia, España y Bulgaria.
Los caballos de batalla del Primero de Mayo de Padstow y Minehead en el suroeste de Inglaterra tienen sombreros puntiagudos con máscaras.

## Folklore y ficción
Los enanos, brujas y magos del folclore europeo usan sombreros puntiagudos clásicos. 

### Tipos
| Nombre                   | Imagen | Notas |
| ------------------------ | ------ | --- |
| Bashlyk                  |        | Este tocado tradicional turco y cosaco en forma de cono generalmente está hecho de cuero, fieltro o lana y baja sobre el cuello con orejeras. |
| Capirote                 |        | Alto y puntiagudo cono de cartón cubierto de tela que en España portan los cofrades en las procesiones acompañando los pasos e imágenes de las que son devotos durante la Semana Santa. |
| Capuchón                 |        | Un cono llevado durante el Martes de Carnaval (Mardi Gras) en las áreas cajún del suroeste de Luisiana, conocido como courir du Mardi Gras. |
| Sombrero cónico asiático |        | Conocido como sombrero de paja, sombrero de arroz o sombrero coolie, es un sombrero sencillo hecho de paja de arroz. Originario del sureste asiático, particularmente Vietnam, China, Japón, Corea, Camboya, Filipinas, India, Bangladés e Indonesia. |
| Sombrero de burro        |        | En la cultura popular europea, el sombrero de burro, un cono hecho de papel y, a menudo con la inicial de "burro" o la palabra completa escrita, se empleó como castigo para los escolares hasta el siglo XX, colocándolo como humillación pública al que presentaba mala conducta o, como sugiere el nombre, estupidez y bajo rendimiento.                                      |
| Sombrero fulani          |        | Un sombrero cónico y con pequeña ala redonda de fibra vegetal recubierto de cuero, que usan los varones del pueblo fulani de África Occidental. |
| Sombreros dorados        |        | Este tipo de sombrero es un artefacto arqueológico muy específico y raro de la Europa de la Edad del Bronce. |
| Hennin                   |        | Usado especialmente por las damas nobles de Borgoña y Francia desde el siglo XIV, el hennin se generalizó hacia 1430 en su forma truncada. Generalmente tenía de 30 a 45 cm de alto, acompañado de un fino velo más o menos largo que caía sobre los hombros y espalda de la mujer.                                                                                              |
| Hogeon                   |        | En Corea es un tocado tradicional para niños de uno a cinco años, un tipo de gwanmo (관모),. |
| Sombrero amarillo        |        | El sombrero judío normalmente blanco y amarillo, lo usaron los varones judíos en la Europa medieval y en el mundo islámico. |
| Kalpak                   |        | Este gorro de copa alta hecho de fieltro o piel de oveja de origen nómada, era el tocado tradicional de los varones en Bulgaria, Irán, Cáucaso y Asia Central. |
| Kasa                     |        | El Kasa es cualquiera de los sombreros tradicionales en Japón. |
| Madhalla                 |        | Sombrero de paja tradicional de Yemen. |
| Mokorotlo                |        | Sombrero de paja tradicional del pueblo sotho. Es el símbolo nacional de Lesoto. |
| Gorro de dormir          |        | Prenda masculina usada hasta finales del siglo XIX junto con la camisa de dormir como prenda de cama. |
| Sombrero de fiesta       |        | Pequeño cono de cartón derivado del sombrero de burro, usado desde finales del siglo XIX, normalmente en tonos vivos con diseños impresos y una fina goma elástica para ajustarlo bajo la barbilla, en ciertas reuniones festivas informales, especialmente cumpleaños y Nochevieja; asociado a una actividad festiva relajada y lúdica, igual que el confeti y los matasuegras. |
| Gorro frigio             |        | El gorro frigio era un gorro blando con la punta superior caída hacia delante. Asociado en la Antigüedad con Frigia, una región de la Anatolia central; desde la Revolución francesa se convirtió en símbolo de Revolución, Libertad y Republicanismo – y desde mediados del siglo XX, asociado con los Los Pitufos.                                                             |
| Píleo                    |        | El píleo fue, en la antigua Grecia y Roma, un gorro cónico de fieltro blando, levemente parecido al fez. |
| Salakot                  |        | Por lo general hecho de ratán o mimbre, es un sombrero masculino tradicional de Filipinas. |
| Pan de azúcar            |        | Este sombrero alto troncocónico, apareció a finales de la Edad Media. El nombre procede del pan de azúcar que tenía esa forma. Es el antepasado del sombrero de copa. |
| Tantour                  |        | Similar al hennin, fue un tocado popular femenino en el Mediterráneo Oriental hasta el siglo XIX. Los más caros estaban muy ornamentados y tenían hasta 76 cm de altura. Un pañuelo de seda enrollado sujetaba la base y un amplio velo colgaba de la punta y cubría a la dama.                                                                                                  |
| Topor                    |        | El topor es un tocado masculino empleado en las ceremonias de boda bengalíes hindúes. Por lo general es blanco, frágil, hecho de fibra vegetal, el sholapith. |